# Ernest Payne
Ernest „Ernie” Payne (ur. 23 grudnia 1884 w Worcesterze, zm. 10 września 1961 tamże) – brytyjski kolarz torowy, mistrz olimpijski.

## Kariera
Największy sukces w karierze Ernest Payne osiągnął w 1908 roku, kiedy wspólnie z Benem Jonesem, Leonem Meredithem i Clarence’em Kingsburym zdobył złoty medal podczas igrzysk olimpijskich w Londynie. Był to jedyny medal wywalczony przez Payne’a na międzynarodowej imprezie tej rangi. Ponadto w latach 1905, 1906 i 1907 zdobywał złote medale mistrzostw kraju w wyścigach na 1/4 mili oraz na 1 milę. Oprócz kolarstwa Payne uprawiał również piłkę nożną, grając między innymi w Worcester City i Manchesterze United. Z Worcester City zwyciężył w Birmingham League w 1912 roku. W barwach tego drugiego klubu rozegrał 11 spotkań, z reguły w zastępstwie Billy’ego Mereditha.